# Pellenes epularis
Pellenes epularis là một loài nhện trong họ Salticidae.
Loài này thuộc chi Pellenes. Pellenes epularis được Octavius Pickard-Cambridge miêu tả năm 1872.